# Retiro granadensis
Retiro granadensis là một loài nhện trong họ Amaurobiidae.
Loài này thuộc chi Retiro. Retiro granadensis được Eugen von Keyserling miêu tả năm 1878.